# L'Homme de ma vie (film, 1999)
Pour les articles homonymes, voir L'Homme de ma vie.
Pour plus de détails, voir Fiche technique et Distribution.
L'Homme de ma vie (Man of My Life) est un film français de Stéphane Kurc sorti en 1999.

## Synopsis
Le film raconte l'histoire d'un éditeur, ayant fini son analyse et ne pouvant se passer de son traitement, qui entre par effraction dans la vie de son psychanalyste.

## Fiche technique
- Réalisation : Stéphane Kurc
- Durée : 90 minutes
- Montage : Isabelle Martin
- Date de sortie
  - France : 22 septembre 1999

## Distribution
- Patrick Chesnais : Charles
- Bruno Solo : Simon
- Marianne Denicourt : Céline
- Valérie Bonneton : Myriam
- François Berléand : Frydman
- Anémone : Solange
- Jean-Claude Brialy : Lucien